# Schiffsunglück vor Pylos 2023

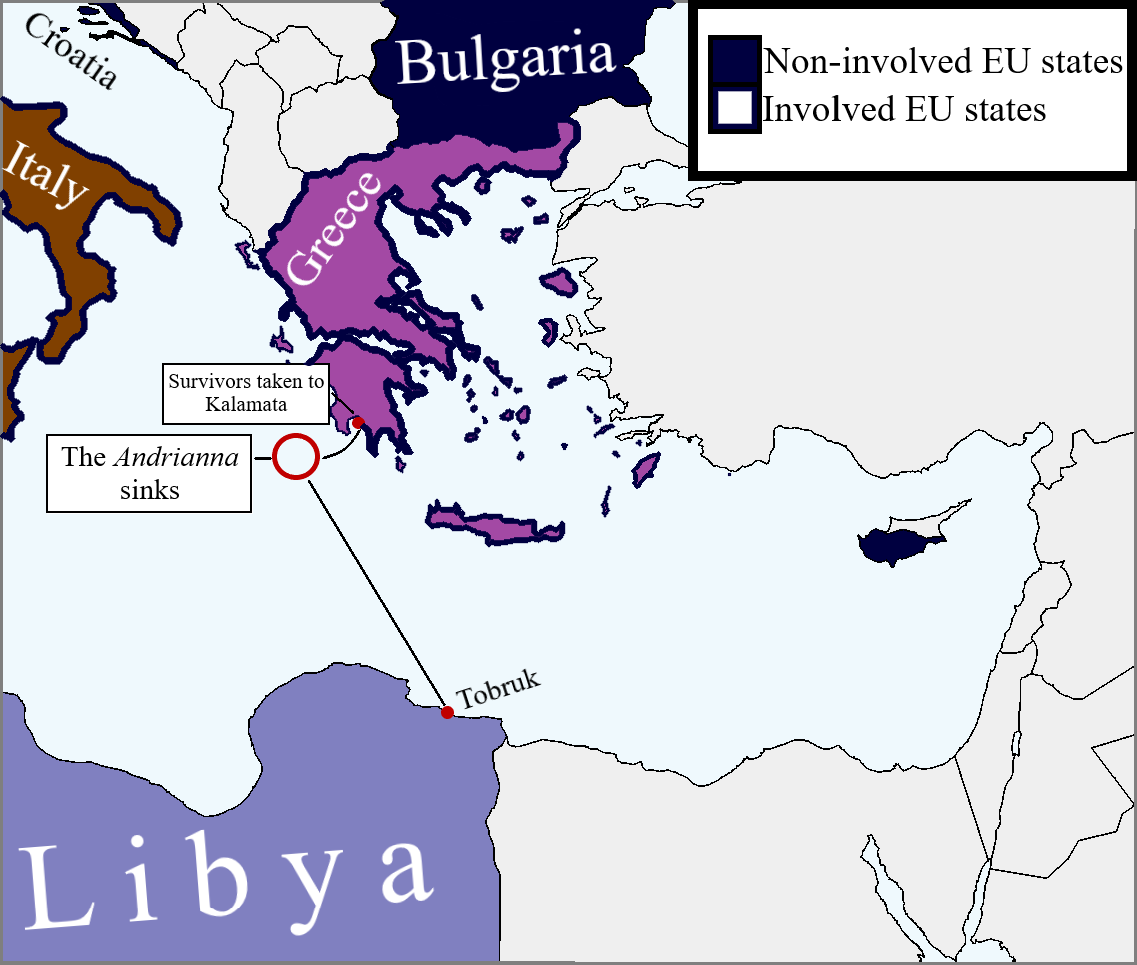
Mittelmeerkarte zur ungefähren Route der Adriana, ab Tobruk (Libyen) bis zur Untergangsstelle südwestlich von Griechenland

Bei dem Schiffsunglück vor Pylos 2023 sank das Fischereischiff Adriana (a) (Heimathafen unbekannt) am 14. Juni 2023 im Ionischen Meer im Mittelmeer zwischen Griechenland, Libyen und Italien. An Bord war eine unbekannte Anzahl Migranten. Von den Schiffbrüchigen des mit Migranten mehrerer Nationalitäten überfüllten Schiffes, auf dem sich ersten Schätzungen zufolge 400 bis 750 Menschen befanden, konnten die griechische Küstenwache und andere Schiffe 104 Menschen retten. Es kam durch den Untergang zu einer Zahl von mehreren Hundert Todesopfern. Geborgen werden jedoch nur 79 Leichname. Der Unglücksort befindet sich mit etwa 80 Kilometern Entfernung zur Küste zwar außerhalb der griechischen Hoheitsgewässer, jedoch in einem Abschnitt des Mittelmeeres, der durch Griechenland überwacht wird.

## Verlauf
Vor dem Unglück hatte es Kontakte zu dem Boot ΛΣ-920 der griechischen Küstenwache Limeniko Soma gegeben. Es ist bisher strittig, wie diese Kontakte abgelaufen sind.
Die meisten Überlebenden wurden in der Nacht kurze Zeit nach dem Schiffsuntergang durch die Mannschaft der Yacht Mayan Queen IV aus der See gerettet und in Kalamata, dem Hauptort des griechischen Bezirks Messinía, angelandet. Aus dem Meer wurden 79 Tote geborgen. Die Zahl der vermissten und wahrscheinlich ertrunkenen Personen wird mit mehreren Hundert Personen unterschiedlich hoch angegeben. Die griechische Regierung und die Präsidentin Katerina Sakellaropoulou kündigten eine dreitägige Nationaltrauer an. Auch die EU-Kommissionspräsidentin Ursula von der Leyen drückte ihr Bedauern über die Tragödie aus. Bei den geretteten Schiffbrüchigen handelt es sich ausschließlich um Männer. Die Zahl der unter Deck in den ehemaligen Fischlagerräumen platzierten, umgekommenen minderjährigen Kinder und Frauen ist bisher unbekannt. Von überlebenden Schiffbrüchigen wird eine Gesamtzahl von 700 Personen an Bord genannt.
Verschiedene Untersuchungen der Ursachen des Untergangs dauern an. Der Spiegel meldete, dass nach dem Schiffsunglück bei der Suche nach Schuldigen die griechischen Behörden die europäische Polizeibehörde Europol um Hilfe bei den Ermittlungen gebeten haben. Sechs Monate nach dem Unglück kritisierte Amnesty International, dass es in der Aufarbeitung der glaubwürdigen Behauptungen, dass die Handlungen und Unterlassungen der griechischen Küstenwache zum Schiffbruch beigetragen haben, kaum nennenswerte Fortschritte gab. Human Rights Watch wiederholte ähnliche Kritik ein Jahr nach dem Unglück.

## Filmdokumentationen zur Katastrophe

### Filmbericht zum Stand der Untersuchungen bei Monitor Juli 2023
Das Magazin Monitor sendete den Beitrag Das Todesschiff: Chronik einer angekündigten Katastrophe. Der Beitrag zeigt eine Chronologie der Ereignisse rund um dieses Schiffsunglück. Aufgrund zahlreicher Augenzeugenberichte und weiterer Recherchen der Kooperation gibt es massive Zweifel an den Statements der griechischen Küstenwache zum Verlauf des Untergangs und zur Rettungsaktion selbst. Notwendige Maßnahmen zur Seenotrettung wurden offenbar bewusst unterlassen. Schilderungen von Augenzeugen legen zudem nahe, dass das Sinken des Schiffs erst durch Abschlepp-Versuche der Küstenwache verursacht wurde – während Hilfe der EU-Grenzschutzagentur Frontex oder von privaten Seenotrettungsorganisationen nicht angefordert wurde. Unabhängige Untersuchungen zu dem Vorfall werden verhindert, Beweismaterial zurückgehalten.

### Die letzten Augenblicke vor dem Untergang, arte im November 2023
Arte sendet in Form einer Bildanalyse eine Zusammenfassung des bis November bekanntgewordenen Ablaufs mit Bildmaterial aus drei Quellen (Küstenwache, Frontex, Frachtschiff Lucky Sailor).
Fanny Arlandis hat den elf Minuten kurzen Beitrag Die letzten Augenblicke vor dem Untergang verfasst. Im Film wirken mit: Arthur Carpentier (Journalist von Le Monde), Charles Heller (Border Forensics – Genf – Schweiz, Schweizer Forscher zu Gewalthandlungen an Grenzen), Sonia Devillers (Moderation, arte), Übersetzung ins Deutsche Nicola Obermann (arte). Der Film stellt fest, dass auch drei Monate nach dem Untergang die Videoaufnahmen der griechischen Küstenwache nicht offengelegt wurden und es unklar bleibt, was der wahrscheinliche Versuch bewirkt hat, die Adriana in Richtung italienische Küste schleppen zu wollen.

### BBC-Dokumentation Dead Calm: Killing in the Med?
Eine im Juni 2024 ausgestrahlte BBC-Dokumentation thematisiert das Schiffsunglück. In der Dokumentation kommt ein auf der Adriana gereister Syrer zu Wort, der das Kentern darauf zurückführt, dass das Schiff durch das Limeniko Soma Schiff ΛΣ-920 mit einem Seil in einer Schrägstellung und bei zu hoher Geschwindigkeit abgeschleppt wurde. Bei seiner Zeugenvernehmung sei ihm von einem Dolmetscher gesagt worden, dass er über das Abschleppen nicht sprechen dürfe. Zu Wort kommen auch Zeugen, die zum Unglückszeitpunkt in der Nähe gesegelt sind und auf die völlig ruhige See hinweisen. Damit soll die offizielle griechische Darstellung – es sei zu keinem Abschleppversuch gekommen und das Schiff spontan gekentert – in Zweifel gezogen werden.